# Jean-Henri Humbert
Henri Jean Humbert (24 de gener de 1887, París - 20 d'octubre de 1967, Bazemont) fou un botànic francès.
Realitzà els seus estudis a Rennes, obtenint un batxillerat l'any 1904, i després un certificat en Ciències Físiques, Químiques i Naturals el 1905.
L'any 1909 obté la seva llicència de Ciències Naturals a París, i després es doctora en estudis superiors de Botànica l'any 1910.
Humbert fa una expedició a Madagascar (1912) i el 1913 és assistent en la Facultat de Clarmont. Passada la guerra, obté la càtedra de Botànica, l'any 1919, i ensenyà Botànica de 1920 a 1922 a l'"Institut de Química i Tecnologia Industrial".
L'any 1922 explora Algèria, on ocupa el càrrec de Cap de Treballs Pràctics, a la Facultat de Ciències.
L'any 1931, succeeix a Henry Lecomte (1856-1934) en la càtedra titular de Botànica del Museu Nacional d'Història Natural de França, a París. L'any 1951 ingressa a l'acadèmia de les Ciències francesa, i es retira el 1957.
Humbert realitza nombroses missions botàniques a Àfrica, Amèrica del Sud i a Madagascar.
Dirigeix emfàticament la publicació de la Flore de Madagascar et des Comores, on col·laboren diversos col·legues, com Joseph Marie Henry Alfred Perrier de la Bâthie (1873-1958) i Henri Chermezon (1885-1939).
També dirigeix la Flore générale de l'Indo-Chine.

## Algunes publicacions
- Les Composées de Madagascar. Ed. E. Lanier, Caén, 1923
- Végétation du Grand Atlas Marocain oriental. Exploration botanique de l'Ari Ayachi. Argelia, 1924
- La Disparition des forêts à Madagascar. G. Doin, París, 1927
- Une merveille de la nature à Madagascar. Première exploration botanique du massif du Marojejy et de ses satellites, vol. Série B, Biologie Végétale 6, Mémoires de l'Institut Scientifique de Madagascar, 1955, 210 pp.

## Honors

### Epònims
| - (Acanthaceae) Anisosepalum humbertii (Mildbr.) E.Hossain - (Adiantaceae) Doryopteris humbertii Tardieu in Humbert | - (Alliaceae) Allium humbertii Maire - (Aloaceae) Aloe humbertii H.Perrier | - (Amaranthaceae) Aerva humbertii Cavaco - (Sterculiaceae) Dombeya humbertiana Arènes |